# 內野西丘站
內野西丘站（日语：／ Uchinonishigaoka eki */?）是位於新潟縣新潟市西區内野西丘2丁目13番5號，東日本旅客鐵道（JR東日本）的越後線車站。此站是在住宅區「Palette Town西新潟」開發項目的一環而開設。

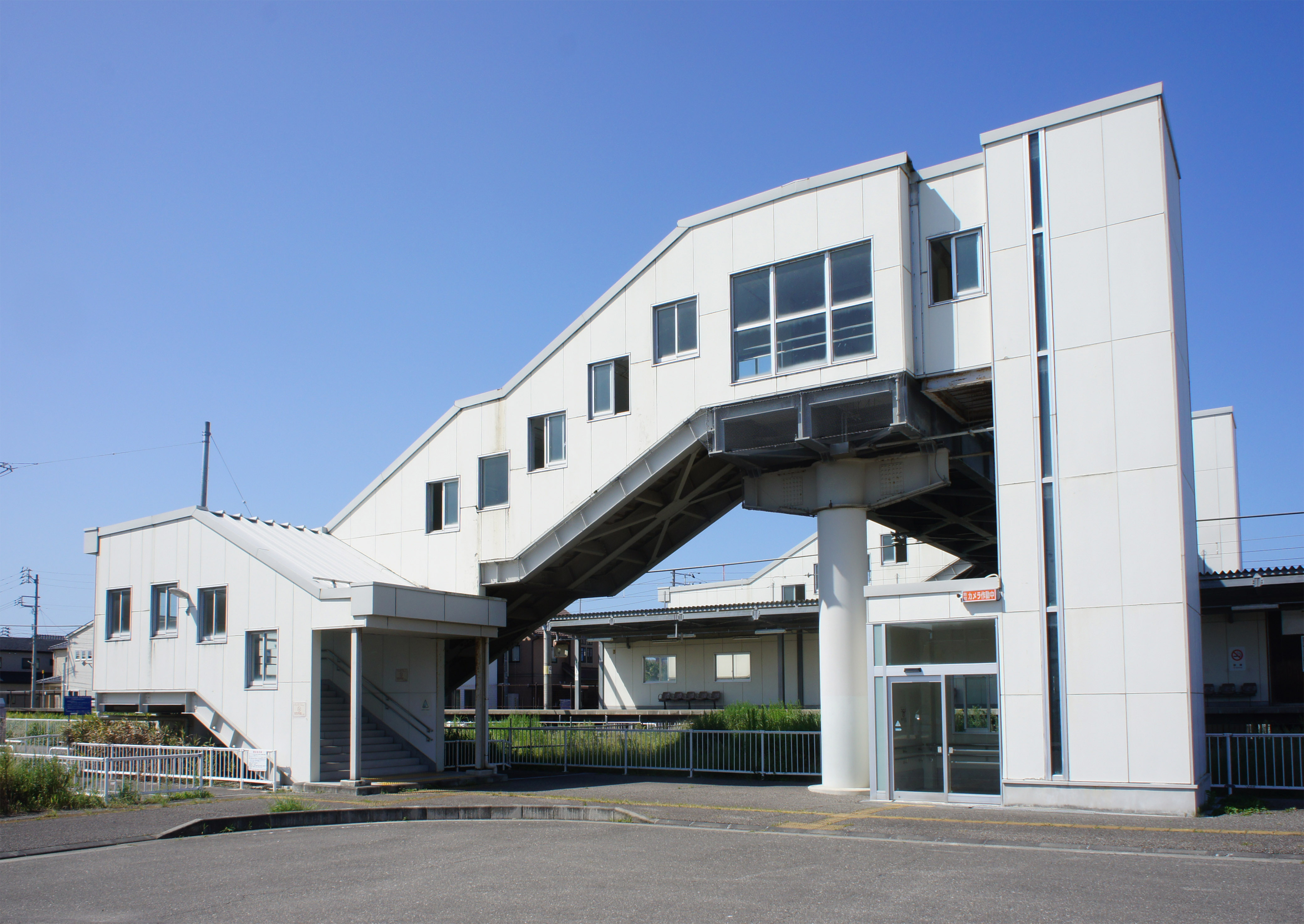
東口（2021年9月）

## 歷史
内野西丘站周邊是在1970年代起從福對協平和台團地開發後，開始急速發展一個新的住宅區。在1975年新潟西高校創校。4年後內野小學分拆，西內野小學創校，直至現時人口繼續增加。但是該地區附近沒有越後線車站，在公共交通方面只有新潟交通巴士路線。周邊居民長期向新潟市和國鐵、JR東日本新潟分社請求建設新車站，但是都未能實現。
但是在1990年代後期，於新潟西高校東邊的稻田也開始開發住宅區，使當局再次考慮建設新車站。在2000年5月17日，內野西土地整理組合（當時為該組合設立準備委員會）向JR新潟分支提交建設新站的期望書。隨後開始了建設新車站的程序。在2004年2月6日，該組合簽訂了建設新站的施工協議，但是同時需要承擔車站大樓與站前廣場的建設費，隨後工程順次序開始建設。經過公開招募，此站的站名於4月16日定為「內野西丘」，在決定車站名稱前的暫名為「西高校前」。

### 年表
- 2005年（平成17年）3月1日：車站啟用[1]。
- 2006年（平成18年）1月21日：此站可使用IC卡「Suica」（新潟都市圈範圍）。
- 2017年（平成29年）7月10朱：實施住居地址，此站地址是由「西區內野崎山」變為「西區內野西丘2丁目」[2][3]。

### 站名的由來
此站取自自古以來新潟市以西的繁榮中心地內野的西邊位置。而「丘」是取自新城中明亮的印象，從而組成此車站名稱。

## 車站構造

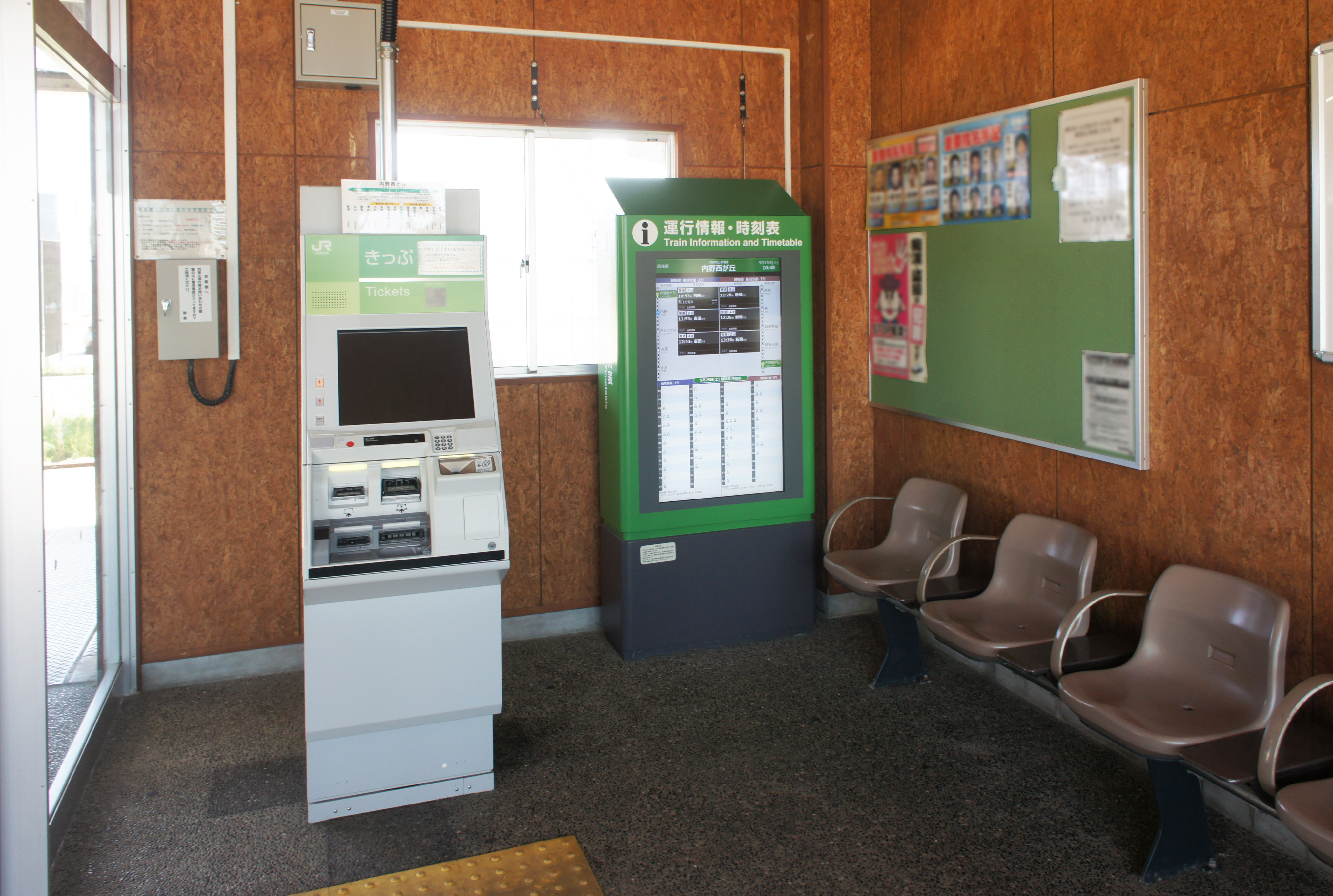
候車室（2021年9月）

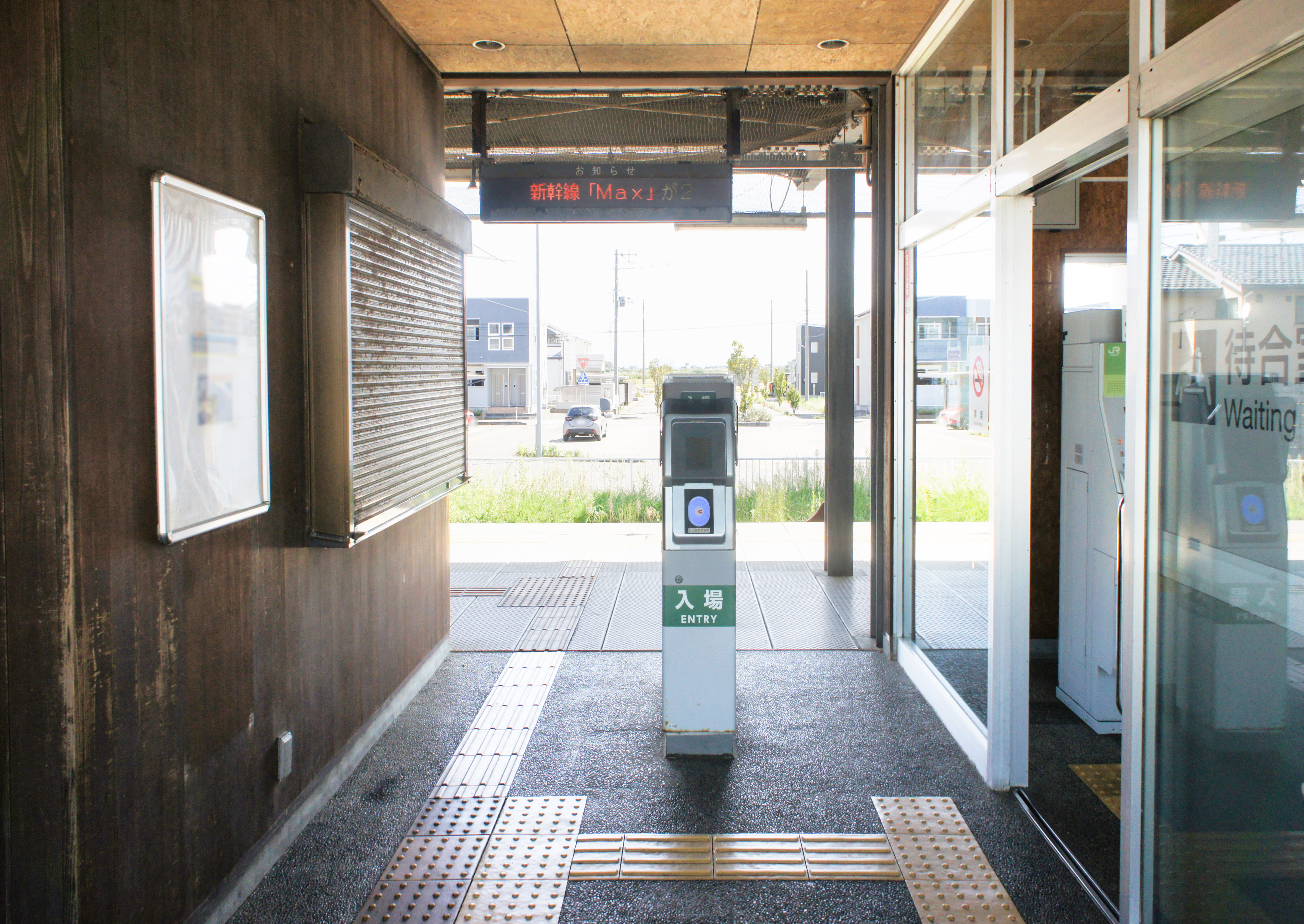
驗票口（2021年9月）

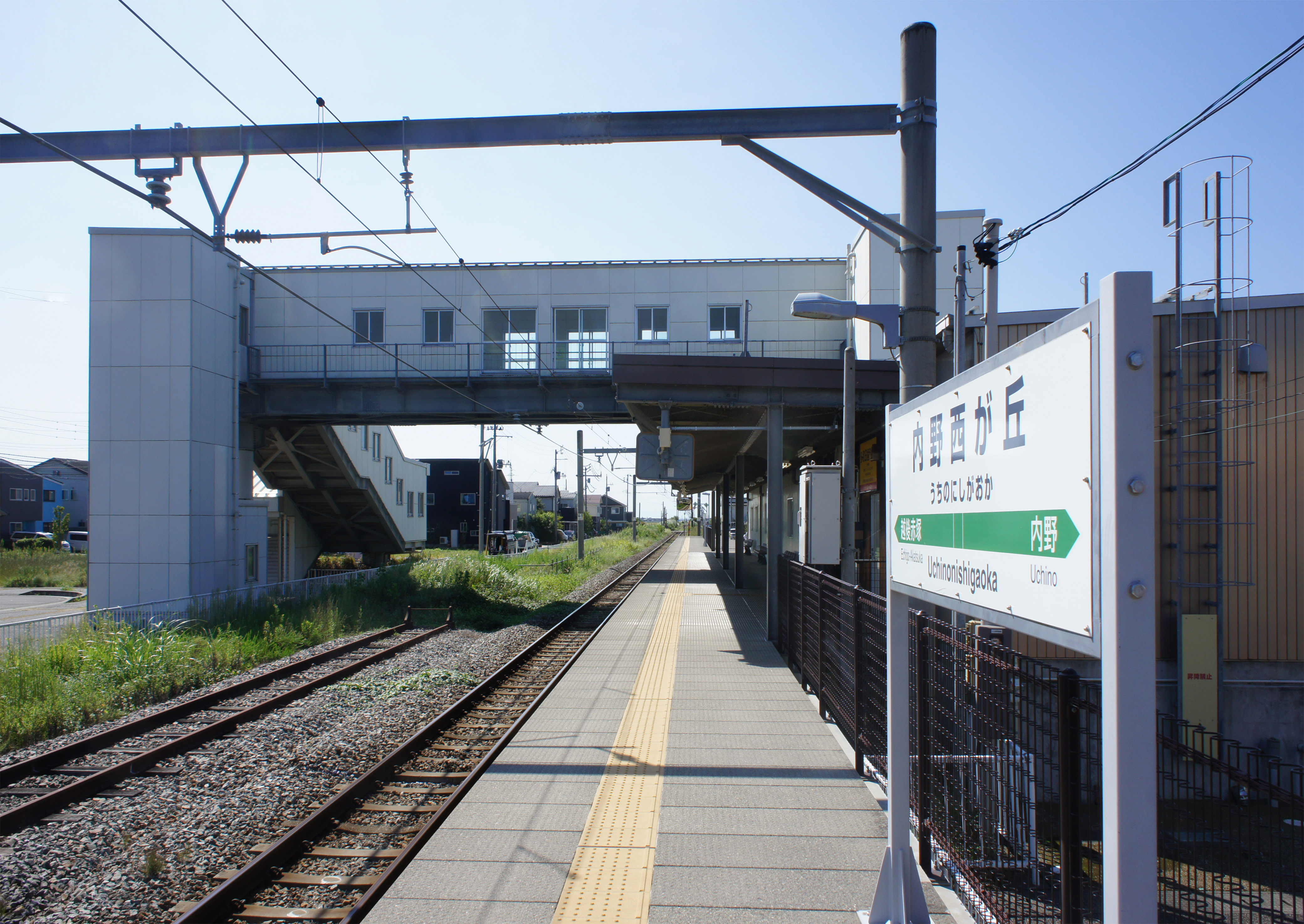
月台（2021年9月）

本站是地面車站，設有1面1線的單式月台。月台位於路軌西邊。
此站是由新潟站管理的無人車站。在月台入口設有簡易Suica閘機（入閘、出閘各1部）和2座簡易式自動售票機（不可使用Suica。)。此站雖然是無人車站，但是在許多乘客使用時，於月台入口設有車站職員當值。在車站內預留了櫃臺和事務室的位置。
車站大樓內設有候車室、廁所和自動販賣機。此站也設有連接車站東西兩處的跨線橋。並已經預留位置供未來翻新成為跨站式站房。此站設有無障礙設施，包括在車站大樓入口設有斜道，在跨線橋中設有升降機。

## 使用狀況
根據「新潟市統計書」的資料，以下為乘車人次的變化列表。
| 乘車人次變化       | 乘車人次變化              | 乘車人次變化 |
| 年度               | 一年乘車人次 (單位：千人) | 參考資料     |
| ------------------ | ------------------------- | ------------ |
| 2005年（平成17年） | 243                       | [ 5 ]        |
| 2006年（平成18年） | 298                       | [ 5 ]        |
| 2007年（平成19年） | 341                       | [ 5 ]        |
| 2008年（平成20年） | 358                       | [ 5 ]        |
| 2009年（平成21年） | 366                       | [ 5 ]        |
| 2010年（平成22年） | 394                       | [ 5 ]        |

由於此站為無人車站，因此不能夠準確計算售票量，在2011年度（平成23年度）以後不再發表乘車人次數據。

## 車站周邊
如歷史一節中提及，車站周邊設有大型住宅區「Palette Town西新潟」。此站位於其中心位置。

### 西出口
- 新潟縣立新潟西高等學校（日语：新潟県立新潟西高等学校）[1]
- 新潟市立西內野小學
- NHK新潟放送局 AM電台發射站
- 新潟縣道2號新潟寺泊線（日语：新潟県道2号新潟寺泊線）（舊彌彥街道）
- 新潟交通（日语：新潟交通） 內野營業所

### 東出口
- 新潟縣自治研修所　※沒有道路連接前往該處

## 相鄰車站
東日本旅客鐵道（JR東日本）
■越後線
越後赤塚－内野西丘－内野

## 注腳
1. 1 2 3 4 5 6 7 8 9 10 11  . 週刊朝日百科. 21号 新潟駅・弥彦駅・津南駅ほか. 朝日新聞出版. 2012-12-30: 22 （日语）.
2. 1 2 3  . 新潟市西区. 2017-07-21  [2019-06-03]. （原始内容存档于2019-06-03） （日语）.
3. 1 2 3   (PDF). 新潟市.   [2019-06-03]. （原始内容存档 (PDF)于2019-06-03） （日语）.
4. ↑   (PDF).   [2020年11月20日]. 原始内容存档于2005年2月13日.（日語）
5. 1 2   (PDF). 平成23年度統計書. 新潟市. 2012-03  [2019-02-25]. （原始内容存档 (PDF)于2019-02-24） （日语）. 外部链接存在于|work= (帮助)

## 外部連結
- 車站資訊（內野西丘）：東日本旅客鐵道（日語）
- Palette Town西新潟，存于（日語）